# Духовні скарби України (серія монет)

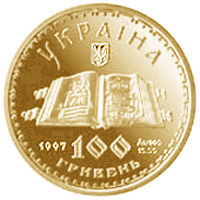
Київський псалтир (золота монета)

Духовні скарби України — серія ювілейних та пам'ятних монет, започаткована Національним банком України у 1996 році.
|                                       |  |  |
| Перша монета серії - Десятинна церква |  |  |

## Монети в серії
У серію включені такі монети:
- Пам'ятна «Києво-Печерська Лавра» (200 золото)
- Пам'ятні «Оранта»: «Оранта 500», «Оранта 250», «Оранта 125», «Оранта 50» (всі золоті)
- Ювілейна «Київський псалтир» (100 золото)
- Ювілейна «Енеїда» (100 золото), Набір із дев'яти срібних пам'ятних монет «Енеїда» (10 срібло)
- Пам'ятні «Михайлівський золотоверхий собор»: (100 золото), (10 срібло), (5 грн)
- Пам'ятні «Успенський собор Києво-Печерської лаври»: (100 золото), (10 срібло), (5 грн)
- Пам'ятна «Пектораль» (100 золото), «нижня» (10 срібло), «верхня» (10 срібло),  «права» (10 срібло), «ліва» (10 срібло)
- Пам'ятна «Не вмирає душа наша, не вмирає воля» (20 срібло)
- Пам'ятна «Нестор-літописець» (50 золото)
- Пам'ятна «Острозька Біблія» (100 золото)
- Пам'ятна «10 років внесенню до світової спадщини ЮНЕСКО історичного центру Львова» (10 срібло)
- Пам'ятна «Пересопницьке Євангеліє» (20 срібло)
- Пам'ятна «1000-річчя заснування Софійського собору» (50 срібло)
- Пам'ятна «1000-ліття Лядівського скельного монастиря» (20 срібло)
- Пам'ятна «900 років «Повісті минулих літ» (10 срібло)
- Пам'ятні «500-річчя Магдебурзького права Києва» (10 срібло) та (5 грн)
- Пам'ятні «200-річчя від дня народження Т. Г. Шевченка» (50 срібло) та (5 грн)
- 150 років Національній парламентській бібліотеці України (5 грн)
- 150 років Національному академічному театру опери та балету України ім. Т. Г. Шевченка (20 срібло) та (5 грн)
- До 150-річчя від дня народження Лесі Українки (20 срібло)
- 100 років Харківському історичному музею імені М.Ф. Сумцова (5 грн)
- 100 років Національному академічному драматичному театру імені Івана Франка (10 срібло) та (5 грн)
- За творами О. П. Довженка (20 срібло)
- Спаський собор у Чернігові (20 срібло)
- Феодосій Печерський (10 срібло)
- Надання Томосу про автокефалію ПЦУ: (100 золото), (50 срібло), (20 срібло), (5 грн)
- Україна — Білорусь. Духовна спадщина — Ірмологіон (20 срібло)
- Видубицький Свято-Михайлівський монастир (10 срібло) та (5 грн)
- Сад божественних пісень (20 срібло)
- «Українська мова» (10 срібло), (5 грн)
- Ювілейні «Десятинна церква» (20 срібло) та (2 грн)
- Пам'ятна «Спаський собор у Чернігові» (20 срібло)